# Bad Gastein
Bad Gastein (prej Badgastein) [badgastájn] je zdraviliški in zimski športni kraj s 3.990 prebivalci (s 1. januarjem 2019) v dolini Gastein, v okrožju St. Johann im Pongau, v avstrijski zvezni državi Salzburg. Slikovito leži v visoki dolini pogorja Visoke Ture, znan je po Gastenskem slapu in raznolikih hotelskih zgradbah iz obdobja Belle Époque.

## Geografija
Bad Gastein leži  v zgodovinski regiji Pongau, občina s približno 171 kvadratnimi kilometri je največja v okrožju St. Johann im Pongau. Razteza se po zgornji Gasteinski dolini ob potoku Gastein Ache, desnem pritoku reke Salzach. Dolina ločuje skupino Ankogel v Visokih Turah na vzhodu od skupine Goldberg na zahodu.
Središče mesta je ob Gasteinskem slapu, približno 1000 metrov nad morjem. Zanj so značilne številne zgodovinske večnadstropne hotelske zgradbe, postavljene na strmih pobočjih.
Občina Gastein obsega katastrske skupnosti Badgastein, Böckstein in Remsach. Njeni južni deli pripadajo narodnemu parku Visoke Ture.

### Promet
Gasteinska dolina je dostopna s Tursko železnico, glavno progo, ki poteka od Schwarzach-Sankt Veit na severu čez alpski greben skozi predor Tauern do  Špitala ob Dravi (Spittal an der Drau), na Koroškem na jugu. Pogosti vlaki EuroCity in InterCity, ki gredo po tej poti, povezujejo Bad Gastein z mnogimi avstrijskimi mesti, kot so Dunaj, Linz, Salzburg in Graz, v enem samem krogu.
Cesta B167 - Gasteiner Straße - prav tako poteka skozi Gasteinsko dolino. S prometom s severnega odcepa pri Lendu v dolini reke Salzach prečka spodnji občini Dorfgastein in Bad Hofgastein, preden doseže središče Bad Gasteina. Vendar pa je v Böcksteinu na čelu doline, za nadaljevanje proti jugu do Mallnitza na Koroškem potrebno avtomobile naložiti na avtovlak (Autoverladung) skozi predor Tauern.

### Spa in zdravilišče
Ime Bad pomeni 'zdravilišče', kar odraža zgodovino mesta kot zdraviliškega mesta. Lokalna termalna izvirska voda Heilstollen (dobesedno 'zdravilni tunel') je mestu prinesla zgodnjo slavo. Teophrastus Parcelsus (1493–1541) je proučeval vodo, da bi odkril njene skrivnosti. Marie Curie (1867–1934) in Heinrich Mache (1876–1954) sta pomagala odkriti, da vsebuje radon, zato se je v mestu začela radonska terapija.
Radonska inhalacijska terapija pri Gasteiner Heilstollen se je začela kot rezultat nadaljnjih preiskav anekdotičnih izkušenj rudarjev srebra, ki so opazili izboljšanje simptomov pri različnih težavah, vključno z artritisom; ankilozirajoči spondilitis (znana tudi kot Bekhterejeva bolezen), še zlasti pozitivni rezultati zdravljenja z zdravilom Heilstollen. Vendar pa je zelo malo empiričnih dokazov o koristnosti vdihavanja radona. Na primer, ena redkih raziskav za preverjanje učinkovitosti zdravilišč za ankilozirajoči spondilitis ni ugotovila statistično pomembne razlike med skupino, ki je tri tedne preživela na Bad Gasteinu in skupino, ki je tri tedne preživela v drugem zdravilišču brez radonske inhalacijske terapije .

## Zgodovina
Oddaljeno dolino so naselili bavarski kmetje v 9. stoletju; imena polj v najvišje ležečih južnih delih označujejo tudi karantansko (slovansko) kolonizacijo. Gastein se prvič omenja kot Gastuna v listini iz leta 963, ko je območje pripadalo nemški plemenski zvezi Bavarski. Prvotno je bilo območje alpskega kmetovanja in pridobivanja zlata ter kraj starodavne trgovske poti, ki je prečkala glavni greben Centralno-vzhodnih Alp. Leta 1297 sta ga vojvoda Oton III. in njegov brat Štefan I., oba močno zadolžena, prodala salzburškim knezonadškofom. Že okrog leta 1230 se je minesänger Neidhart von Reuenthal v svojih srednje visoko nemških pesmih Die Graserin in der Gastein skliceval na vrelce. Zdravilišče je obiskal tudi habsburški cesar Friderik III., pa tudi renesančni zdravnik Paracelsus.
V 19. stoletju so vode Bad Gasteina postale modno letovišče, ki so ga obiskovali evropski monarhi, pa tudi bogati in slavni. Med pomembnimi preteklimi gosti sta bili cesarica Elizabeta Avstrijska (Sisi) in nemški cesar Viljelm I. s svojim kanclerjem  Bismarckom ter Subhas Chandra Bose, vodilni indijski nacionalist, bolgarski car Ferdinand I., kralj Faisal I. Iraški, kralj Ibn Saud iz Savdske Arabije in zadnji iranski kralj Mohamed Reza Pahlavi, industrialci, kot je Wilhelm von Opel in umetniki, kot so Heinrich Mann, Robert Stolz in William Somerset Maugham,. 14. avgusta 1865 je Bismarck z Avstrijo podpisal Gasteinsko konvencijo o skupnem upravljanju pokrajin Schleswig in Holstein po drugi Schleswiški vojni.
Skladatelj Franz Schubert je sestavil svojo klavirsko sonato v D-duru v Bad Gasteinu in nekoč so  verjeli, da je med bivanjem avgusta in septembra 1825 skiciral Gmunden-Gastein simfonijo (D. 849). Čeprav se zdi, da nobena partitura ni ohranjena, ga pogosto identificiramo s Simfonijo št. 9 v C duru (D. 944).
Množični turizem se je začel z odprtjem železniške postaje na Turski železnici leta 1905. Od 1960-ih je letovišče izgubilo nekaj nekdanje razpoznavnosti in mnogi nekdanji hoteli so ostali prazni. V zadnjih nekaj letih je Bad Gastein prenovil Felsentherme in Kongresni center.

## Zanimivosti
- Cerkev sv. Primoža in Felicijana
- Cerkev sv. Nikolaja
- Gletschermühlen
- Felsentherme
- Gasteiner Heilstollen
- Gasteiner Heimatmuseum im Haus Avstrija

Bad Gastein ima živahne poganske običaje, ki so bili rahlo prirejeni v rimskokatoliških običajih. En primer predkrščanskega alpskega običaja je parkelj (krampus), ki je danes sprejet kot eden izmed spremljevalcev svetega Nikolaja. Parkelj je elementarni, rogat in demonski lik, ki ga glasbene skupine decembra, pa tudi enkrat na štiri leta med prireditvijo Perchten ali Perchtenlauf, igrivo ponovno oživijo.

## Športi
Poleg vodnih kopeli je mesto priljubljeno za zimske športe. Bad Gastein je gostil svetovno prvenstvo v alpskem smučanju leta 1958 in je redno prizorišče deskanja na snegu in krosa. Smučišče Bad Gastein in Bad Hofgastein je del večje mreže Ski Amadé, vsebuje zmerno do dobro smučanje / deskanje na snegu, z veliko sedežnic in gondol. Številne ustanove na pobočjih ponujajo toploto, hrano in močne pijače.
Od leta 2007 mesto vsako leto gosti tudi teniški turnir Gastein Ladies, mednarodni dogodek na WTA Tour, ki privabi vrhunske igralke. 